# 建德西红花
建德西红花，也称三都西红花，是中华人民共和国浙江省杭州市建德市的一种土特产西红花，是中国农产品地理标志登记品种。

## 沿革
1974年，建德县引进西德西红花球茎试种成功。1981年，三都镇黄泥山引进日本西红花球茎试种面积20平方米左右。1982年，该村农民引进5.50万个球茎，种植面积扩大到1公顷，之后因效益见好，种植面积随之扩大。其主要采用“田间繁殖茎、室内培育采花”两段栽培法。每年11月中旬栽植球茎于田间，次年5月上旬收获球茎，存放室内培育采花。由于生产周期短、占用粮田少，且由于花田有机肥足，土壤疏松，质地肥沃，可供两季水稻生产。
1998年，种植面积70.10公顷，年产球茎649吨、花735千克，总产值1198万元，占该镇农业总产的20.90%。2005年，建德市以三都镇为心种植西红花213公顷，产值近4000万元。建德市与上海崇明县成为中国两大西红花生产基地。2002年，获得中华人民共和国农业部举办的西红花认证一等奖。
2018年，由建德市中药材产业协会申请，建德西红花获得“国家农产品地理标志登记保护”（《中华人民共和国农业农村部公告 第62号》），保护范围为杭州市建德市所辖新安江街道、洋溪街道、更楼街道、莲花镇、乾潭镇、梅城镇、杨村桥镇、下涯镇、大洋镇、三都镇、寿昌镇、航头镇、大慈岩镇、大同镇、李家镇、钦堂乡共计16个乡镇。